# Baie Verte, New Brunswick
Baie Verte är en ort i Kanada.   Den ligger i provinsen New Brunswick, i den östra delen av landet, 900 km öster om huvudstaden Ottawa. Baie Verte ligger 6 meter över havet och antalet invånare är 374.
Terrängen runt Baie Verte är platt. Havet är nära Baie Verte åt nordost. Runt Baie Verte är det mycket glesbefolkat, med 5 invånare per kvadratkilometer.. Närmaste större samhälle är Port Elgin, 4,0 km norr om Baie Verte. 
I omgivningarna runt Baie Verte växer i huvudsak blandskog.